# Jean-Baptiste Lemoyne
Jean-Baptiste Lemoyne (llamado Jean-Baptiste II Lemoyne) fue un escultor francés nacido el 15 de febrero de 1704 y fallecido en 1778.

## Biografía
Hijo del escultor Jean-Louis Lemoyne (1665-1755), y sobrino del escultor Jean-Baptiste Lemoyne (llamado Jean-Baptiste I Lemoyne) (1679-1731).
Jean-Baptiste Lemoyne obtuvo el Premio de Roma de escultura en 1725. Fue maestro de Augustin Pajou para el que representaba la gran tradición de la escultura francesa. Fue en efecto el retratista oficial del rey Luis XV y de su estatuaria monumental.
Fue una gran figura de su tiempo, alrededor de su personalidad modesta y amable, se compusieron tormentas contrarias de denuncia y aplausos. Aunque su indiferencia hacia la tradición clásica y los objetos de primera necesidad de la escultura solemne, así como su carencia de firmeza y de asimiento intelectual de los principios más grandes de su arte, lo pongan en una situación adversa frente a la crítica rigurosa, decir que Lemoyne había dado un golpe mortal a la escultura, como hizo Clarac, es totalmente exagerado. 
Los trabajos más importantes de Lemoyne básicamente han sido destruidos o han desaparecido. Fueron centro de la violencia, la estatua ecuestre de Luis XV para la escuela militar, y la composición de la hija de Pierre Mignard, Mme Feuquières, arrodillada ante el busto de su padre (el busto era obra de Coysevox), la misma violencia por la cual el monumento ecuestre de Bouchardon de Luis XIV fue destruido. Sólo los paneles han sido conservados.
En sus bustos, los indicios de su imaginación amotinada y sanguínea casi desaparecen, y tenemos una serie notable de retratos importantes, de los cuales los dedicados a las mujeres, son quizás lo mejor. Entre los logros principales de Lemoyne en esta forma escultórica están los de Fontenelle (en Versalles), Voltaire, Latour (de 1748), el del duque de la Vrillière (Versalles), el Comte del Saint-Florentin, y Crébillon (en el museo de Dijon );los de las actrices Mlle Chiron y Mlle Dangeville (ver imagen), ejecutados en 1761 y conservados en el Théâtre Français en París, y el de Madame de Pompadour, del mismo año. 
De Pompadour también elaboró una estatua con el traje de una ninfa, una pieza muy delicada y vivaracha con su aire grácil.
Lemoyne fue quizás el más destacado en su capacidad de captar visualmente los detalles y transferirlos a su obra, fue uno de los adalides de Étienne Maurice Falconet.

## Obras

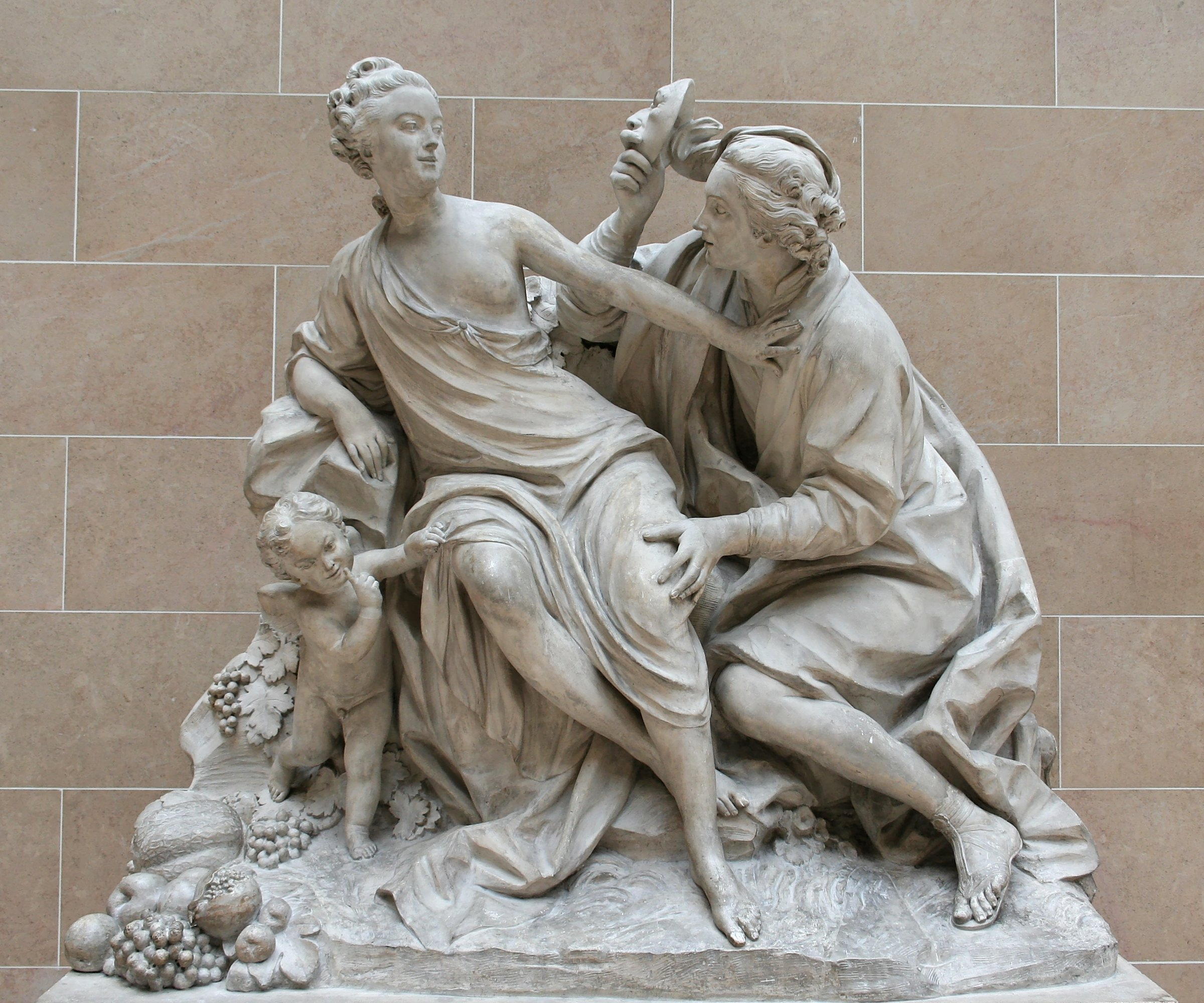
Vertumno.
y Pomona

### En París
- Vertumno y Pomona  (1760), grupo, piedra, París, museo del Louvre
- retrato del arquitecto Ange-Jacques Gabriel (1698 - 1782) , busto, mármol, París, museo del Louvre
- Retrato del físico y naturalista René-Antoine Ferchault de Réaumur (1683-1757) , (1751), busto, terracota, París, museo del Louvre.
- La muchacha del pañuelo  (1769), busto, escayola original, París, museo del Louvre.
- Luis XV, rey de Francia y de Navarra (1710 - 1774) , estatuilla, terracota, París, museo del Louvre: boceto para la estatua realizada en bronce en una hornacina del ayuntamiento en la plaza real de Rennes, formando parte del monumento inaugurado en 1751.
- Reducción del monumento a Luis XV erigido en Rennes  (1777), grupo, bronce, París, museo del Louvre.
- Modelo del monumento a Luis XV destinado a la Villa de Rouen  (1772), grupo, bronce, París, museo del Louvre.
- Retrato del pintor Noël Nicolas Coypel (1690 - 1734)  (1730), busto, terracota, París, museo del Louvre.
- Retrato de Marie-Adélaïde de Francia, llamada Madame Adélaïde, hija de Luis XV (Versailles, 1732 - Trieste, 1800) , busto, mármol, París, museo del Louvre.
- Retrato de Ulrich Frédéric Waldemar, conde de Lœwendahl, mariscal de Francia (1700-1755)  (vers 1750), busto, mármol, París, museo del Louvre.
- Retrato de Ulrich Frédéric Waldemar, conde de Lœwendahl (1700-1755)  (1745 - 1750), busto, terracota sobre peana en porfirio rojo de Egipto, París, museo Cognacq-Jay
- La Fábula y la Verdad , La Aritmética , La Epopeya y la Tragedia  y La Astronomía  (1738), cuatro alto relieves, escayola, París, Hôtel de Soubise, rue des Francs-Bourgeois, apartamentos de la princesa de Soubise

### En provincias
- Retrato de Louis Phélypeaux, conde de Saint-Florentin, duque de la Vrillière (1705 - 1777) (1759), busto, mármol, Versailles, Palacio de Versailles y de Trianon
- Retrato de Luis XV, rey de Francia y de Navarra (1710 - 1774), (1769), busto, mármol, Versailles, Palacio de Versailles y de Trianon
- Retrato de Ulrich Frédéric Waldemar, conde de Lœwendahl, mariscal de Francia (1700-1755) (Salón de 1750), busto, terracota, Angers, museo de Bellas Artes
- Retrato de Claude Nicolas Lecat, busto, en el museo Flaubert y de Historia de la Medicina en Ruan

### En el extranjero
- El temor de las flechas de Cupido  1739-1740, grupo, mármol, Nueva York, Metropolitan Museum of Art : encargado en 1734 o 1735 por Luis XV y regalado al marqués de Marigny, que lo instaló en los jardines del castillo de Menars, donde permaneció hasta el siglo XIX
- Retrato de la delfina Maria Antonieta , busto, mármol, Viena, Kunsthistorisches Museum

## Recursos
- Simone Hoog, (prólogo de Jean-Pierre Babelon, con la colaboración de Roland Brossard), Musée national de Versailles. Les sculptures. I- Le musée, Réunion des musées nationaux, Paris, 1993